# Żoliborz
Żoliborz è una delle frazioni a nord di Varsavia, capitale della Polonia. Si trova a nord del centro cittadino, sulla riva sinistra della Vistola. Ha all'incirca 50 000 abitanti e per questo è una delle frazioni più piccole della città. 

## Storia

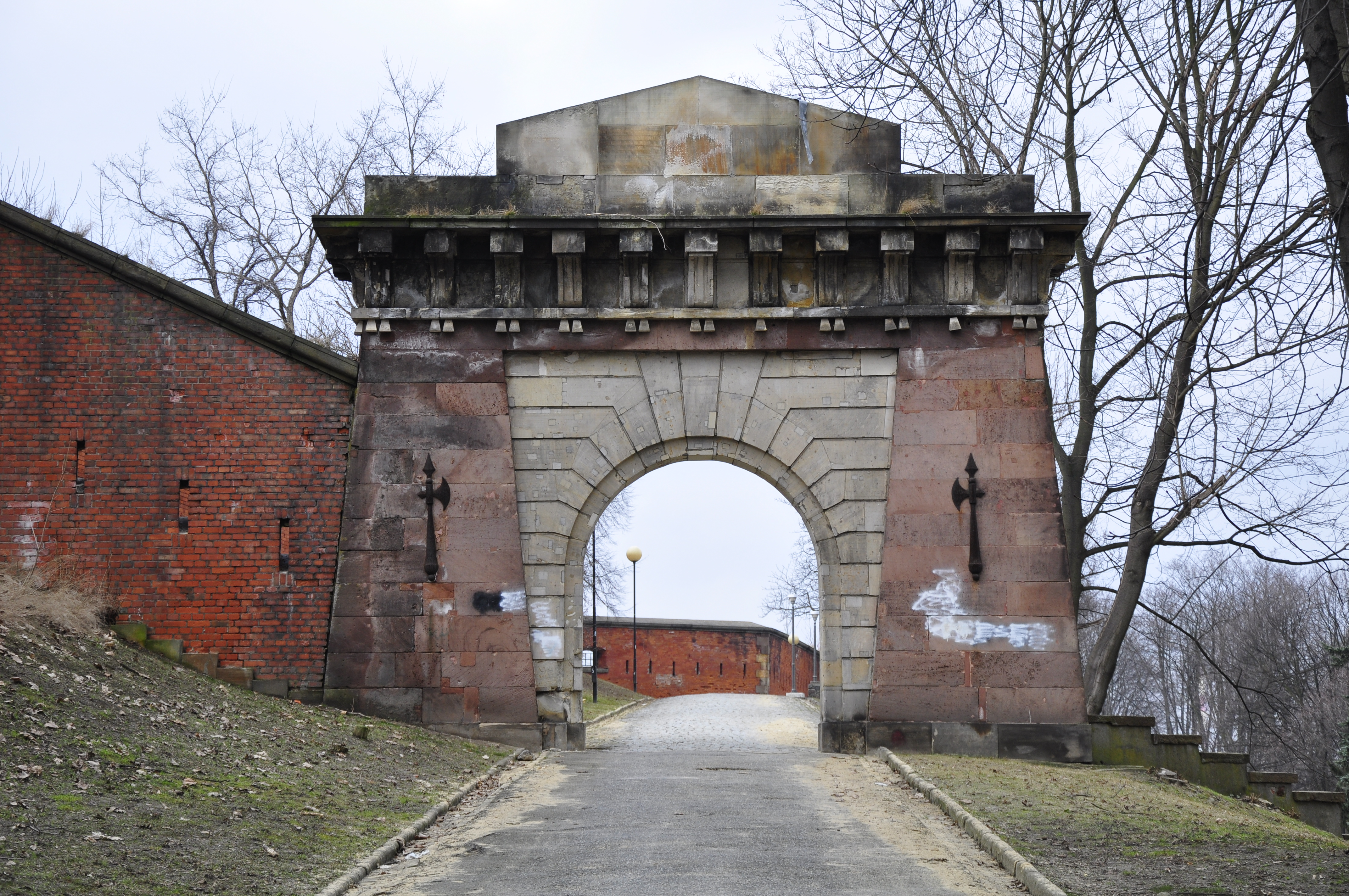
Parte della Cittadella di Varsavia

Nel XVIII secolo il territorio apparteneva agli scolopi di un monastero nei pressi di Varsavia. I monaci iniziarono a dividerlo e ad acconsentire alla creazione di vari insediamenti sulle loro terre, che furono divise. Uno di questi era chiamato Jolie Bord (Bella Riva in lingua francese, poi tradotto in polacco con l'unica parola Żoliborz). Dopo il 1831 l'area fu confiscata dalle autorità della Russia, che vi eressero la Cittadella di Varsavia. Da allora la zona rimase in gran parte non abitata, mantenne pertanto il suo carattere rurale.
Dopo che la Polonia riconquistò la propria indipendenza nel 1918, la città di Varsavia iniziò a crescere rapidamente e necessitò di nuove aree verso le quali espandersi. Negli anni venti la zona di Żoliborz fu convertita in frazione e iniziò la costruzione di nuove abitazioni. Fino alla fine degli anni trenta fu edificata gran parte delle attuali abitazioni del distretto, principalmente in architettura modernista. Le strade larghe, le aree aperte, i parchi sono ritenuti esempi di buona architettura urbanistica. Furono costruite anche molte piazze a forma di stella lungo i principali assi della frazione, con la "Plac Wilsona" come centro della zona e principale centro dei trasporti.
Durante la rivolta di Varsavia, una delle prime battaglie ebbe luogo a Żoliborz. Dopo che i soldati della resistenza polacca furono sconfitti dai tedeschi, a Żoliborz fu risparmiato il destino del resto della capitale, pertanto riuscì a sopravvivere alla guerra con un livello di vita più alto delle altre frazioni contigue.

## Luoghi di interesse
- Monastero e Scuola delle Sorelle della Resurrezione
- Chiesa di Nostra Signora Regina di Polonia
- Chiesa di S. Stanislao Kostka
- Chiesa di Gesù Bambino
- Chiesa di S. Giovanni Cantius
- Cimitero militare Powązki
- Cittadella di Varsavia
- Museo dello Sport e del Turismo
- Parco Kaskada
- Parco Kępa Potocka